# Rotlicht (Prostitution)

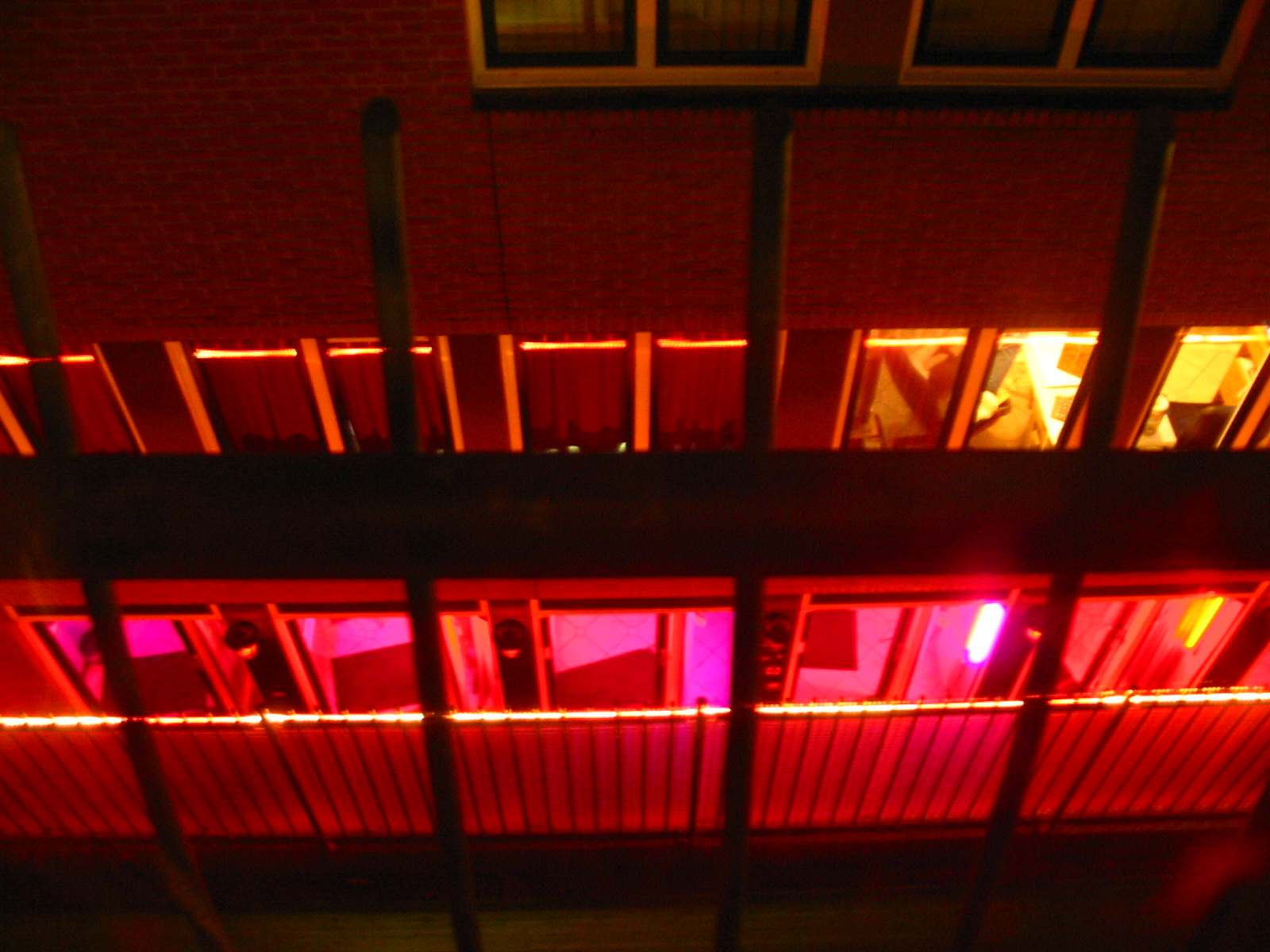
Typische Rotlicht-Beleuchtung eines Bordells

Rotlicht ist ein Synonym für Prostitution und damit zusammenhängende Sachverhalte wie Rotlichtmilieu, Rotlichtviertel, Rotlichtaffäre und andere.

## Herkunft des Begriffs
Die Verbindung des Begriffs Rotlicht mit der Prostitution geht auf die roten Laternen zurück, die früher und teils auch heute über den Eingängen von Bordellen hingen, und auch auf die rote Innenbeleuchtung dieser Lokale. Die Journalistin Dana Grigorcea wies auf die angenehme Ästhetik der traditionellen roten Beleuchtung hin: Das „Objekt der Begierde“ werde durch das Rot „in warme, weiche Konturen gehüllt“ (andererseits beobachtete sie 2009 in Zürich, dass Prostituierte auf werbenden Postern neuerdings hell und vor blauem oder weißem Hintergrund zu sehen waren).

## Wortgebrauch
Im Bedeutungsbereich Prostitution wird Rotlicht laut einer Dissertation von Caroline Kaufmann nahezu immer in einem Kompositum zusammen mit einem angehängten Substantiv gebraucht (Rotlichtlokal, Rotlichtszene etc.), während der selbständige Gebrauch viel seltener vorkommt. In neueren Wörterbüchern wie z. B. Duden, Deutsches Universalwörterbuch (2001) wird der „alleinstehende“ Begriff Rotlicht nicht dem Bereich Prostitution zugeordnet.
Dennoch lassen sich zahlreiche Verwendungen des alleinstehenden Begriffs Rotlicht nachweisen. Einige Beispiele:
- Soko Rotlicht – Name von Sonderkommissionen, z. B. in Wien[6] und Hamburg[7]
- Im Rotlicht – Titel eines Buches von Ariane Barth über den Hamburger „Bordellkönig“ Stefan Hentschel (2005)[8]
- Rotlicht – Titel eines Buches von Nora Bossong über Sex und Prostitution (2017)[9]
- Zwischen Rotlicht und Randale – Titel einer Fernsehreportage über die Davidwache in Hamburg[10]
- Neue Rechte helfen Huren nicht: Rotlicht bleibt Rotlicht – Überschrift eines Zeitungsberichts (2006)[11]
- Rote Karte fürs Rotlicht: Augsburgs Kampf gegen Bordelle – Überschrift eines Zeitungsberichts (2017)[12]
- Rotlicht statt Zollamt: Wieso es im Innviertel so viele Bordelle gibt – Überschrift eines Zeitungsberichts (2018)[13]

Rotes Licht symbolisiert auch in einigen anderen Sprachen die Prostitution. Beispielsweise kennt die englische Sprache den red-light district und die italienische Sprache das quartiere a luci rosse, jeweils eine wörtliche Entsprechung zu Rotlichtbezirk bzw. Rotlichtviertel.

## Semantische Aspekte
Die Farbe Rot wird neben ihrer allgemeinen Signalwirkung psychologisch oft in Verbindung mit Liebe und Leidenschaft, aber auch mit Gefahr und Sünde gebracht. Als Farbe der Erotik und Sexualität, und auch der Unmoral, wird die Farbe Rot auch mit Prostitution assoziiert. Laut der Schriftstellerin Dana Grigorcea umfasst die Farbsymbolik weitere Aspekte: „Kulturhistorisch ist Rot die Farbe der Frau und wird gern mit Feuer, Blut und reifen Früchten assoziiert. Rot ist die Farbe der Haut an den intimen Stellen des Körpers. Rot ist Signalfarbe, die Farbe der Warnung vor dem Verderben und die Farbe des Verderbens selbst.“
Nach der semantischen Abhandlung von Kaufmann wird das Adjektiv rot im Zusammenhang mit der Prostitution als Verweis auf ein bestimmtes Milieu verstanden. In der Bedeutung von „erotisch, die Prostitution betreffend“ kommt der roten Farbe eine eher negative Konnotation zu, die in der allgemeinen Geringschätzung dieses Bereiches begründet ist. Eine Rotlichtaffäre (etwa eines Prominenten) wird meistens als eine „anrüchige“, besonders peinliche Affäre wahrgenommen. Die negative Konnotation beruht auch auf der Verbindung des Rotlichtmilieus mit der organisierten Kriminalität, die in dem Begriff Rotlichtkriminalität zum Ausdruck kommt. Ein Rotlichtviertel gilt in der Regel als ein „übles“ Viertel.

## Volksmund
Anonym: „Nicht immer hält das rote Licht, was es dem Wandersmann verspricht.“